# Four Embarcadero Center
Il Four Embarcadero Center è un grattacielo ad uso uffici situato nel quartiere Financial District della città statunitense di San Francisco. Fa parte del complesso Embarcadero Center di cui è, con i suoi 174 metri, l'edificio più alto.
Il grattacielo, progettato dallo studio John Portman & Associates, venne completato nel 1982, ed è al 2017 l'undicesimo edificio più alto della città. I principali inquilini sono GATX Corporation, First Union Securities e Sheppard Mullin Richter.